# Koloman Ier Asen
Koloman Ier ou Kaliman Ier (bulgare: Каломан І Асен) (1234-1246) est tsar de Bulgarie de 1241 à 1246.
Fils d'Ivan II Asên et de sa première épouse, Anne-Marie (morte en 1237), fille du roi André II de Hongrie, Kaloman devient tsar à l’âge de 8 ans, après la mort de son père. Il meurt quatre ans plus tard à Trnovo, âgé de seulement 12 ans.
Pendant son règne, l’empereur de Nicée Jean III Doukas Vatatzès met à profit la faiblesse du pouvoir en Bulgarie pour conquérir la majeure partie de la Thrace et de la Macédoine.
Après sa mort, le trône revient à son demi-frère Michel II Asên, le fils d'Ivan Asên II et de sa seconde épouse.